# Präsidentschaftswahl in Sri Lanka 1999

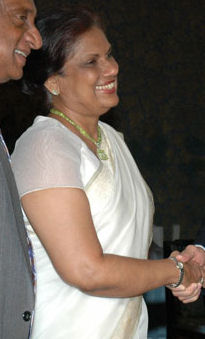
Chandrika Kumaratunga (2005), die wiedergewählte Präsidentin

Am 21. Dezember fand die Präsidentschaftswahl in Sri Lanka 1999 statt. Es war die vierte Wahl des Staatsoberhaupts seit Einführung des Präsidialsystems in Sri Lanka. Die Wahl gewann die die amtierende Präsidentin und Kandidatin der Sri Lanka Freedom Party (SLFP) Chandrika Kumaratunga. Kurz vor dem Wahltermin überlebte die Präsidentin knapp ein Selbstmordattentat der LTTE.

## Vorgeschichte
Das Wahljahr 1994 hatte in Sri Lanka einen grundlegenden Machtwechsel gebracht. Die seit 1977 ununterbrochen regierende United National Party hatte bei der Parlamentswahl die Mehrheit an die oppositionelle People’s Alliance (PA) verloren und bei der Präsidentschaftswahl im selben Jahr war die Kandidatin der PA, Chandrika Kumaratunga erfolgreich gewesen. Bei der Parlamentswahl hatte die PA jedoch keine absolute, sondern nur die relative Mehrheit erzielt und war anschließend auf die Unterstützung kleinerer Parteien im Parlament angewiesen. 
Anfänglich versuchte Kumaratunga, den seit 1983 schwelenden Bürgerkrieg mit der LTTE durch Verhandlungen beizulegen. Als dies nicht gelang, setzte sie alles auf die militärische Karte und ließ die Armee verstärkt gegen die LTTE vorgehen. Im Oktober 1995 nahm die Armee Jaffna, den Hauptort der Nordprovinz, der zuvor von der LTTE beherrscht wurde, ein. Danach versuchte Kumaratunga, das Land mit Verfassungsreformen, die den Provinzen eine größere regionale Selbstverwaltung beschert hätten, zu befrieden. Diese Reformen konnte sie jedoch nicht durchsetzen, da sie nicht die Unterstützung der UNP-Opposition hierfür gewann. Insgesamt hatte die Armee mehr Verluste in den Jahren 1995–1999 zu verzeichnen, als in den 12 Jahren 1983–1995 davor.
Auf einem anderen Gebiet, dem der Korruptionsbekämpfung war Kumaratunga nach übereinstimmendem Urteil der Beobachter ebenfalls nicht sehr erfolgreich. Die People’s Alliance hatte die Wahl 1994 mit dem Versprechen einer „sauberen Regierung“ gewonnen. Die anschließende PA-Regierung war jedoch in genau demselben Maße von Korruptionsskandalen erschüttert, wie die vorangegangene UNP-Regierung.
Kumaratunga war zu Beginn ihrer Regierung mit einem ausgesprochen „sozialistischen“ Wahlprogramm gestartet, hatte jedoch unter dem Druck des Internationalen Währungsfonds (IMF), der damit drohte, weitere Kreditvergaben einzustellen, ihre Wirtschaftspolitik geändert und zuletzt eine Austeritätspolitik mit mehrfachen Privatisierungen von Staatseigentum und Liberalisierung der Wirtschaft betrieben. Trotz der Belastungen durch den Bürgerkrieg hatte sich die Wirtschaft erstaunlich positiv entwickelt und war mit fast 5 % jährlich gewachsen.
Obwohl ihre Amtszeit noch bis zum November 2000 angedauert hätte ließ die Präsidentin gegen Ende 1999 vorgezogene Neuwahlen für das Präsidentenamt ausschreiben. Sie wollte damit ein relatives Popularitätshoch in dem sich die Regierung aufgrund ihrer scheinbaren Erfolge (relativ stabiles Wirtschaftswachstum, Zurückdrängung der LTTE) befand, ausnutzen.

### Wahlkampf

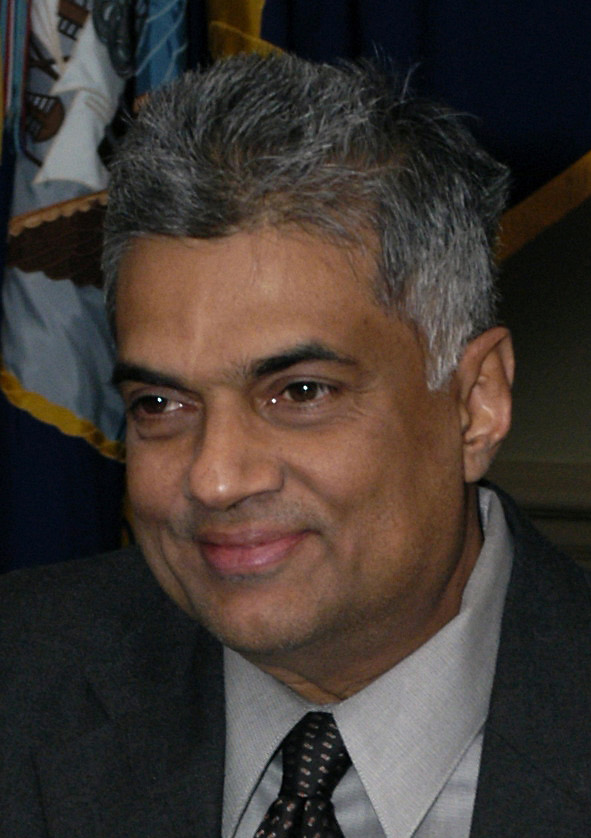
Ranil Wickremesinghe (2005), Kandidat der UNP-Opposition

Oppositionsführer seit 1994 und Spitzenkandidat der UNP bei der jetzigen Wahl war Ranil Wickremesinghe.
Hauptthema das Wahlkampfes war der Bürgerkrieg. Der UNP-Kandidat Wickremesinghe machte den Vorschlag, die LTTE wieder an den Verhandlungstisch zu bringen, was viele Wähler jedoch mit Misstrauen sahen, da sie an der wirklichen Verhandlungsbereitschaft der LTTE zweifelten. Kumaratunga äußerte sich selbst nicht zu möglichen neuen Verhandlungen mit der LTTE. In einem Interview, dass die BBC wenige Tage nach der Wahl mit ihr führte, wurde jedoch deutlich, dass sie tatsächlich schon seit zwei Jahren geheime Verhandlungen mit der LTTE betrieben hatte.
Auf dem Feld der Wirtschaftspolitik bestanden vergleichsweise wenige Differenzen zwischen den beiden Hauptkandidaten Kumaratinga und Wickremesinghe. Beide sprachen sich für weitere marktwirtschaftliche Reformen aus.

### Selbstmordattentat auf die Präsidentin
Nach dem Wahlaufruf schien es zunächst so, dass der Sieg von Kumaratunga garantiert sei. Der noch relativ unbekannte Wickremesinghe galt als Außenseiter und lag in den Meinungsumfragen deutlich hinter der Präsidentin. Im Oktober und November 1999, kurz vor dem Wahltermin erlitt die sri-lankische Armee jedoch einige empfindliche Niederlagen gegen die LTTE, die dazu führten, dass sie die Kontrolle über weite Gebiete, die sie in den Jahren 1994/95 gewonnen hatte, wieder verlor. Dies brachte der Regierung einen erheblichen Prestigeverlust ein und führte dazu, dass Wickremesinghe in den Meinungsumfragen aufzuholen begann. In den letzten 10 Tagen vor dem eigentlichen Wahltermin lag er mit Kumaratunga dann gleichauf und die meisten Presseorgane – mit Ausnahme der staatlich kontrollierten Medien – sagten seinen Sieg voraus. Am 18. Dezember 1999, dem letzten Tag der offiziellen Wahlkampagne und drei Tage vor dem Wahltermin, kam es zu dem Ereignis, das eine entscheidende Wende brachte. Bei einer Wahlkampfveranstaltung in Colombo verübte die LTTE einen Selbstmord-Bombenanschlag auf die Präsidentin. Bei dem Anschlag starben neben der Attentäterin 15 Personen, darunter T. N. Da Silva, der höchste Polizeioffizier des Landes. Mehr als 100 Personen wurden verletzt, darunter mehrere Minister sowie auch ausländische Journalisten und ein japanisches Fernsehteam. Kumaratunga selbst überlebte den Anschlag, allerdings wurde sie am rechten Auge schwer verletzt, auf dem sie nahezu erblindete.
Ziel der LTTE war es offensichtlich gewesen, mit dem Anschlag die Führerin der People’s Alliance zu eliminieren und damit die PA-Kampagne buchstäblich in letzter Minute vor dem Wahltermin zu enthaupten. Bei der vorangegangenen Präsidentschaftswahl 1994 war die LTTE mit dieser Strategie erfolgreich gewesen. Durch die Ermordung des UNP-Spitzenkandidaten Gamini Dissanayake und weiterer UNP-Funktionäre hatte sie die UNP-Kampagne entscheidend zurückgeworfen und zum Sieg der von ihr damals bevorzugten Kandidatin Kumaratunga beigetragen. Diese Strategie funktionierte diesmal nicht, da Kumaratunga das Attentat überlebte und anschließend am 20. Dezember 1999 – immer noch sichtbar verletzt mit Augenbinde – einen emotionalen Appell im Fernsehen an die Wähler richtete. Obwohl Wahlwerbung nach der Wahlordnung eigentlich in den drei Tagen vor dem Wahltermin verboten war, berichteten die Staatsmedien ausführlich über das Ereignis und nutzten es für Wahlkampfzwecke im Sinne der Regierung. Dies verschaffte Kumaratunga, die schon ihren Vater und ihren Ehemann bei Attentaten verloren hatte, einen entscheidenden Sympathiebonus.

## Kandidaten
Kandidaten konnten am 16. November 1999 bei der Zentralen Wahlkommission nominiert werden. Insgesamt wurden 13 Kandidaten nominiert. Dies war die höchste Zahl an Kandidaten bei allen bisherigen Präsidentschaftswahlen. Chandrika Kumaratunga war die einzige Frau unter den Kandidaten. Die Kandidaten erhielten durch die Zentrale Wahlkommission einfache Symbole zugeteilt, die auf dem Stimmzetteln später abgedruckt waren, so dass auch analphabetische Wähler wählen konnten.
| Kandidatenname                     | Politische Partei / Kandidatennominierung    | Kürzel | Symbol            |
| ---------------------------------- | -------------------------------------------- | ------ | ----------------- |
| Abdul Rasool                       | Sri Lanka Muslim Katchi                      | SLMK   | Waage             |
| Alwis Weerakkody Premawardhana     | People’s Freedom Front                       | PFF    | Schmetterling     |
| Ariyawansha Dissanayaka            | Democratic United National Front             | DUNF   | Adler             |
| M. D. Nandana Gunathilaka          | Janatha Vimukthi Peramuna                    | JVP    | Glocke            |
| Kamal Karunadasa                   | People’s Liberation Solidarity Front         | PLSF   | Laterne           |
| Chandrika Bandaranaike Kumaratunga | People’s Alliance                            | PA     | Stuhl             |
| Tennyson Edirisuriya               | Peduru Hewage Priyantha Arunakumara          | IND1   | Schere            |
| W. V. M. Ranjith                   | Sunil Nandana Amarasinghe                    | IND2   | Almirah (Schrank) |
| Ranil Wickremesinghe               | United National Party                        | UNP    | Elefant           |
| Rajiva Wijesinha                   | Liberal Party                                | LP     | Buch              |
| Vasudeva Nanayakkara               | Left and Democratic Alliance                 | LDA    | Wecker            |
| Hudson Samarasinghe                | Sagarika Mathavi Kaluarachchi                | IND3   | Radio             |
| Harishchandra Wijayatunga          | Sinhalaye Mahasammatha Bhoomiputhra Pakshaya | SMBP   | Flugzeug          |

1. 1 2 3  IND = Individualkandidat

## Ergebnisse
Das landesweite Gesamtergebnis ist in der folgenden Tabelle dargestellt. Von den 11.779.200 registrierten Wahlberechtigten beteiligten sich 8.635.290 (73,31 %). 199.536 Stimmen (2,31 %) waren ungültig.

### Ergebnisse landesweit
| Kandidatenname                      | Stimmen   | %     |
| ----------------------------------- | --------- | ----- |
| Chandrika Bandaranaike Kumarathunga | 4.312.157 | 51,12 |
| Ranil Wickremesinghe                | 3.602.748 | 42,71 |
| M. D. Nandana Gunathilaka           | 344.173   | 4,08  |
| Harischandra Wijayatunga            | 35.854    | 0,43  |
| W. V. M. Ranjith                    | 27.052    | 0,32  |
| Rajiva Wijesinha                    | 25.085    | 0,30  |
| Vasudeva Nanayakkara                | 23.668    | 0,28  |
| Tennyson Edirisuriya                | 21.119    | 0,25  |
| Abdul Rasool                        | 17.359    | 0,21  |
| Kamal Karunadasa                    | 11.333    | 0,13  |
| Hudson Samarasinghe                 | 7.184     | 0,09  |
| Ariyawansa Dissanayaka              | 4.039     | 0,05  |
| Alwis Weerakkody Permawardhana      | 3.983     | 0,05  |
| Gesamt                              | 8.435.754 | 100,0 |

### Ergebnisse nach Wahlkreisen
Die Abkürzungen für die Kandidaten entsprechen den obigen Kürzeln für die sie unterstützenden Parteien.
| Wahlkreis    | Wahlbe- rechtigte | SLMK (%) | PFF (%) | DUNF (%) | JVP (%) | PLSF (%) | PA (%) | IND1 (%) | IND2 (%) | UNP (%) | LP (%) | LDA (%) | IND3 (%) | SMBP (%) | Ungültige (%) | Beteili- gung |
| ------------ | ----------------- | -------- | ------- | -------- | ------- | -------- | ------ | -------- | -------- | ------- | ------ | ------- | -------- | -------- | ------------- | ------------- |
| Colombo      | 1.337.083         | 0,21     | 0,03    | 0,03     | 4,56    | 0,08     | 49,18  | 0,14     | 0,14     | 44,08   | 0,14   | 0,52    | 0,04     | 0,85     | 2,94          | 74,32         |
| Gampaha      | 1228908           | 0,14     | 0,03    | 0,04     | 4,30    | 0,09     | 56,58  | 0,16     | 0,16     | 37,59   | 0,12   | 0,22    | 0,04     | 0,50     | 2,16          | 78,31         |
| Kalutara     | 682723            | 0,15     | 0,04    | 0,04     | 4,47    | 0,11     | 52,88  | 0,21     | 0,24     | 40,88   | 0,19   | 0,19    | 0,07     | 0,51     | 2,17          | 79,62         |
| Mahanuwara   | 794453            | 0,28     | 0,05    | 0,04     | 2,53    | 0,12     | 50,29  | 0,22     | 0,29     | 45,10   | 0,26   | 0,17    | 0,10     | 0,54     | 2,71          | 79,28         |
| Matale       | 286174            | 0,25     | 0,07    | 0,06     | 3,66    | 0,16     | 51,42  | 0,35     | 0,44     | 42,51   | 0,40   | 0,14    | 0,12     | 0,42     | 2,77          | 77,74         |
| Nuwara Eliya | 397711            | 0,17     | 0,06    | 0,06     | 1,87    | 0,18     | 46,88  | 0,36     | 0,54     | 48,68   | 0,50   | 0,26    | 0,13     | 0,33     | 2,79          | 81,21         |
| Galle        | 660585            | 0,13     | 0,04    | 0,03     | 5,32    | 0,13     | 54,91  | 0,19     | 0,24     | 38,26   | 0,18   | 0,19    | 0,07     | 0,31     | 1,86          | 78,98         |
| Matara       | 515847            | 0,17     | 0,05    | 0,05     | 6,93    | 0,14     | 54,32  | 0,24     | 0,28     | 36,89   | 0,26   | 0,18    | 0,09     | 0,41     | 2,22          | 75,07         |
| Hambantota   | 350809            | 0,14     | 0,05    | 0,06     | 13,30   | 0,17     | 47,41  | 0,27     | 0,28     | 37,48   | 0,29   | 0,19    | 0,08     | 0,29     | 2,07          | 73,84         |
| Jaffna       | 612770            | 0,93     | 0,36    | 0,30     | 0,37    | 0,44     | 46,65  | 0,74     | 1,68     | 43,03   | 1,23   | 3,04    | 0,49     | 0,73     | 5,09          | 19,18         |
| Vanni        | 205541            | 0,49     | 0,09    | 0,06     | 0,77    | 0,13     | 25,84  | 0,37     | 0,67     | 69,87   | 0,73   | 0,71    | 0,11     | 0,15     | 2,32          | 31,22         |
| Batticaloa   | 270197            | 0,44     | 0,05    | 0,05     | 0,17    | 0,19     | 34,66  | 0,46     | 0,90     | 61,19   | 1,08   | 0,52    | 0,14     | 0,15     | 2,15          | 64,35         |
| Digamadulla  | 343809            | 0,25     | 0,03    | 0,03     | 1,51    | 0,19     | 55,59  | 0,31     | 0,47     | 40,80   | 0,44   | 0,18    | 0,06     | 0,13     | 1,66          | 79,59         |
| Trincomalee  | 201808            | 0,48     | 0,05    | 0,06     | 1,83    | 0,19     | 44,96  | 0,38     | 0,58     | 50,25   | 0,57   | 0,38    | 0,10     | 0,17     | 2,05          | 63,78         |
| Kurunegala   | 980725            | 0,18     | 0,04    | 0,04     | 3,68    | 0,12     | 50,77  | 0,22     | 0,25     | 43,89   | 0,22   | 0,14    | 0,08     | 0,36     | 2,01          | 77,37         |
| Puttalam     | 404050            | 0,17     | 0,03    | 0,03     | 2,86    | 0,11     | 51,47  | 0,21     | 0,27     | 44,17   | 0,22   | 0,16    | 0,06     | 0,22     | 2,06          | 69,57         |
| Anuradhapura | 459534            | 0,19     | 0,04    | 0,05     | 4,18    | 0,17     | 54,14  | 0,28     | 0,34     | 39,86   | 0,30   | 0,11    | 0,08     | 0,26     | 1,95          | 77,50         |
| Polonnaruwa  | 220903            | 0,14     | 0,02    | 0,04     | 4,66    | 0,14     | 51,55  | 0,23     | 0,31     | 42,21   | 0,32   | 0,10    | 0,07     | 0,22     | 1,80          | 79,29         |
| Badulla      | 464223            | 0,25     | 0,05    | 0,06     | 3,34    | 0,15     | 46,33  | 0,34     | 0,42     | 47,97   | 0,46   | 0,16    | 0,14     | 0,33     | 2,96          | 80,00         |
| Moneragala   | 230576            | 0,12     | 0,06    | 0,07     | 5,80    | 0,19     | 51,07  | 0,38     | 0,45     | 40,89   | 0,48   | 0,16    | 0,08     | 0,27     | 2,26          | 79,98         |
| Ratnapura    | 595791            | 0,16     | 0,05    | 0,05     | 3,43    | 0,15     | 52,13  | 0,31     | 0,38     | 42,18   | 0,35   | 0,42    | 0,10     | 0,29     | 1,85          | 82,14         |
| Kegalle      | 534980            | 0,20     | 0,05    | 0,04     | 3,66    | 0,12     | 51,30  | 0,28     | 0,31     | 43,05   | 0,30   | 0,17    | 0,10     | 0,42     | 1,95          | 78,10         |
| Gesamt       | 11.779.200        | 0,21     | 0,05    | 0,05     | 4,08    | 0,13     | 51,12  | 0,25     | 0,32     | 42,71   | 0,30   | 0,28    | 0,09     | 0,43     | 2,31          | 73,31         |

### Wahlkarten

Mehrheiten nach Wahlkreisen und Stimmbezirken
Mehrheiten in den 22 Wahlkreisen: Kumaratunga Kumaratunga, Wahlbeteiligung 19,2 % Wickremesinghe Wickremesinghe, Wahlbeteiligung 31,2 %
Mehrheiten in den 160 Stimmbezirken:

- Mehrheiten in den 160 Stimmbezirken:
Kumaratunga
Kumaratunga, Wahlbeteiligung 2,3 %
Wickremesinghe
Wickremesinghe, Wahlbeteiligung 3,8 %

## Nach der Wahl
Der Sieg Kumratungas wurde ganz wesentlich auf den Sympathiebonus zurückgeführt, den sie aufgrund des Attentats erhalten hatte. Unbeabsichtigt hatte somit die LTTE ihre Wiederwahl befördert. Von Seiten internationaler Wahlbeobachter und Nichtregierungsorganisationen wurde der Wahlprozess sehr kritisch gesehen. Neben der Instrumentalisierung der staatlichen Medien für den Wahlkampf der Regierung wurden vor allem Einschüchterungen der Wähler kritisiert und zum Teil auch der Vorwurf des offenen Wahlbetrugs erhoben. In der Nordprovinz war die Wahlbeteiligung sehr niedrig, da die LTTE zum Wahlboykott aufgerufen und bei Nichtbeachtung mit Repressionen gedroht hatte.